# Bezuhleakî, Skvîra
Bezuhleakî (în ucraineană Безугляки) este un sat în comuna Pîșciîkî din raionul Skvîra, regiunea Kiev, Ucraina.

## Demografie
Componența lingvistică a localității Bezuhleakî
     Ucraineană (96,98%)
     Rusă (2,78%)
     Alte limbi (0,23%)
Conform recensământului din 2001, majoritatea populației localității Bezuhleakî era vorbitoare de ucraineană (96,98%), existând în minoritate și vorbitori de rusă (2,78%).